# Windpark Druiberg
Der Windpark Druiberg ist ein Windpark bei Dardesheim, einem Ortsteil von Osterwieck in Sachsen-Anhalt. Die bis 2003 selbstständige Kleinstadt im Landkreis Harz bezeichnet sich selbst als Stadt der Erneuerbaren Energien. Insgesamt 44 Windkraftanlagen erzeugen bis zu 40-mal so viel an elektrischer Energie, wie vor Ort verbraucht werden kann. Überregional bekannt wurde der Windpark auch durch die Errichtung der damals leistungsstärksten Windkraftanlage der Welt im Jahr 2006, einer Enercon E-112, die bei idealen Wetterbedingungen 6 Megawatt Strom produziert. Zwischen 2006 und 2008 kamen auch 16 Enercon E-70 dazu. Im Jahr 2016 wurden im Zuge eines Repowerings eine Enercon E-53 mit 800 kW Leistung und eine Enercon E-115 mit 3 MW Leistung installiert. Seit Ende 2016 besteht dieser Windpark mit Ausnahme einer Micon-Anlage mit 600 kW Leistung und einer Vestas-Anlage mit 5600 kW Leistung nur aus Enercon-Anlagen.

## Technik
Der Windpark Druiberg besteht gegenwärtig zum größten Teil aus Windkraftanlagen des Typs Enercon E-66  (insgesamt 16 Exemplare) mit einer Nabenhöhe von 114 m, einem Rotordurchmesser von 70 m und einer Nennleistung von 2 MW. Die größte und leistungsstärkste Anlage im Windpark ist eine Enercon E-112 mit einer Nabenhöhe von 125 m, einem Rotordurchmesser von 114 m und einer Nennleistung von 6 MW.

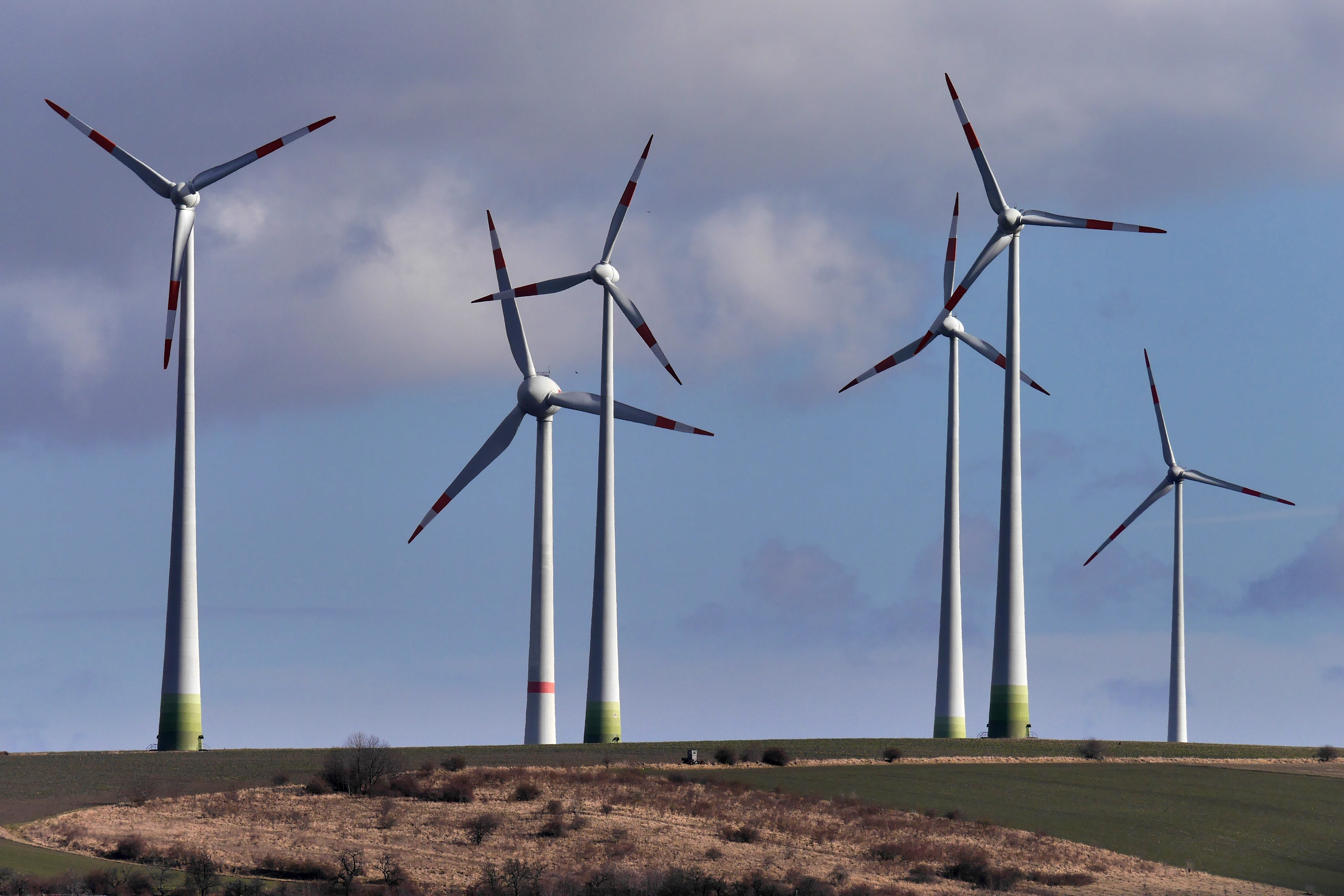
Windpark Druiberg (zu sehen sind Enercon E66, Enercon E70 und Enercon E112 sowie auch eine Enercon E82)

### Ursprünglicher Zustand
Die ersten (2013 demontierten) Windkraftanlagen auf dem Druiberg waren Zweiblattrotor-Anlagen der Typen Lagerwey LW30/250 (Nabenhöhe 39 m, Rotordurchmesser 30 m, Nennleistung 250 kW, 3 Exemplare) und Lagerwey LW18/80 (Nabenhöhe 40 m, Rotordurchmesser 18 m, Nennleistung 80 kW, 1 Exemplar). Errichtet wurden sie im Jahr 1993. Zwischen 1995 und 2014 bzw. 2016 befanden sich auf dem Druiberg noch 3 Anlagen des Typs Micon M1500-600 (Nabenhöhe 57 m, Rotordurchmesser 43 m, Nennleistung 600 kW).

## Geschichte
Zur Zeit des Kalten Krieges befand sich auf dem Druiberg nordöstlich von Dardesheim, rund 7 km von der damaligen innerdeutschen Grenze entfernt, eine Radarstation der Sowjetarmee.
Im Jahr 1991 begann ein Einwohner von Dardesheim in Eigeninitiative mit der Planung einer eigenen Windkraftanlage in der Nähe seines Wohnhauses. Diese Zweiflügler-Anlage der niederländischen Herstellerfirma Lagerwey wurde dann zum Jahresende 1993 fertiggestellt. Sie war zu diesem Zeitpunkt die zweite netzeinspeisende Windkraftanlage in Sachsen-Anhalt überhaupt und die erste im damaligen Landkreis Halberstadt. 1995 errichtete die Windstrom Prignitz GmbH & Co. KG drei weitere Anlagen des gleichen Herstellers mit höherer Nennleistung. Bereits diese Anlagen erzeugten im Jahresdurchschnitt mehr Strom, als die 970 Einwohner zählende Stadt Dardesheim verbrauchte.
Im Jahr 2000 wurde die Windpark Druiberg GmbH & Co. KG als Betreibergesellschaft gegründet, nachdem das 380 ha große Hügelgelände zwischen Dardesheim und der zu diesem Zeitpunkt noch selbstständigen Nachbargemeinde Badersleben als Eignungsgebiet für die Nutzung der Windenergie ausgewiesen worden war. 2001 erfolgte die Baugenehmigung für zunächst 20 Windkraftanlagen mit einer Nennleistung von je 750 kW. Bereits im folgenden Jahr entschied sich die Windpark Druiberg GmbH für eine Änderung dieser Planungen. Errichtet werden sollten nun bis zu 35 2-MW-Anlagen der Firma Enercon. Am 27. November 2002 erfolgte der erste Spatenstich zum neuen Windpark.
Zwischen Januar 2004 und Juli 2006 wurden alle geplanten Anlagen des Typs Enercon E-70 und E-70 E4 errichtet und in Betrieb genommen. Im Herbst 2005 begannen die Bauarbeiten für ein Exemplar der zu diesem Zeitpunkt leistungsstärksten Windkraftanlage der Welt, einer Enercon E-112. Diese war zugleich eine von lediglich zwei auf eine Leistung von 6 MW gesteigerten Anlagen dieses Typs. Leistungsmäßig wurde die Anlage erst 2010 durch eine Enercon E-126 mit 7,5 MW Nennleistung neben dem Enercon-Werk in Magdeburg-Rothensee übertroffen. Die Einweihung der Enercon E-112 auf dem Druiberg erfolgte am 3. November 2006 durch den damaligen sachsen-anhaltischen Wirtschaftsminister und heutigen Ministerpräsidenten Reiner Haseloff.
Der Windpark erstreckt sich über die Gemarkung von Dardesheim hinaus auch auf das Gebiet von Badersleben (seit 2005 Ortsteil der Gemeinde Huy). Schon während der Ausbauarbeiten entwickelte er sich zu einem bundesweit wie international beachteten Pilotprojekt. Für die Besucher wurde auf dem Gelände der früheren sowjetischen Radarstation ein Informationszentrum eingerichtet sowie 2009 eine Freilichtbühne angelegt, die auch für kulturelle Veranstaltungen genutzt werden kann. Seit 2003 gibt die Betreibergesellschaft außerdem das in der Stadt sowie den Nachbargemeinden erscheinende Dardesheimer Windblatt heraus.
Seit 2005 betreibt die Windpark Druiberg GmbH über ihre Tochtergesellschaft Nordharz Solar GmbH & Co.KG auch eine Reihe von Photovoltaikanlagen auf kommunalen und privaten Dachflächen in Dardesheim. Der Windpark Druiberg war von 2009 bis 2013 über das von den Bundesministerien für Wirtschaft und Technologie und Umwelt, Naturschutz und Reaktorsicherheit aufgelegte Förderprogramm E-Energy in das Projekt Regenerative Modellregion Harz eingebunden. In dessen Rahmen wurde in der Region ein Virtuelles Kraftwerk erprobt.
2010 wurden zwei weitere 2-MW-Anlagen der Firma Enercon errichtet und in Betrieb genommen. Die Gesamtnennleistung des Windparks Druiberg beträgt seither 66 MW. Im Frühsommer 2013 erfolgte nach fast zwei Jahrzehnten Betriebszeit die Demontage der von drei Lagerwey LW30-Zweiflügler aus den Anfangsjahren des Windparks. Sie sollen im Rahmen eines Repowerings durch neue Anlagen ersetzt werden.
2014 folgte auch der Abbau der Lagerwey LW18/80 am Butterberg.
Im Jahr 2014 wurden zwei Anlagen der Firma Micon zurückgebaut und durch 5 Anlagen des Typs Enercon E-82 ersetzt.
2016 wurden wieder neue Anlagen der Firma Enercon errichtet. Es wurden 2× Enercon E101, 2× Enercon E-92 und 1× Enercon E115, Es kamen jedoch eine Anlage der Firma Micon weg doch eine neue Anlage des Typs Enercon E-53 hinzu.
2022 wurde im Zuge einer Erweiterung eine Anlage vom Typs Vestas V150 Enventus errichtet.
Im Zuge eines Repowering werden 19 Anlagen (Enercon E66, Enercon E70 E4 und Micon M1500-600) durch 13 neue Windkraftanlagen vom Typ Enercon E160 EP5 E3 ersetzt.

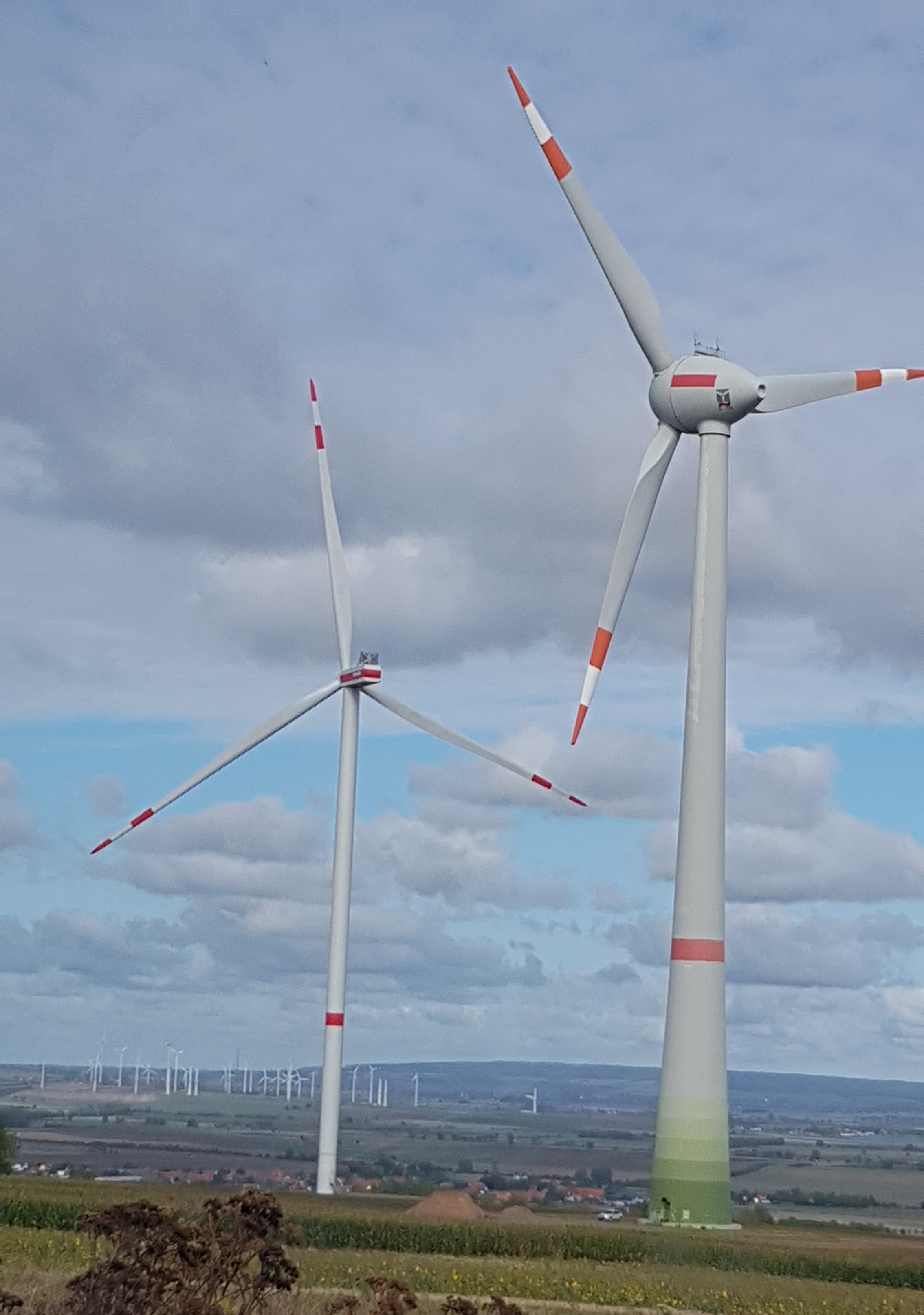
Enercon E112 (vordere) und Vestas V150 Enventus (hintere)